# جوزيف هوبسون
جوزيف هوبسون هو مهندس مدني كندي، ولد في 1834 في جيلف-إيراموسى في كندا، وتوفي في 1917.